# Roger Lafontant

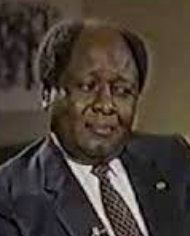
Roger Lafontant

Roger Lafontant (1931 - 29 de setembro de 1991) foi um médico e político haitiano, líder dos Tonton Macoutes e ministro do governo de Jean-Claude Duvalier. Liderou uma tentativa de golpe de Estado em janeiro de 1991 contra o presidente eleito Jean-Bertrand Aristide.

## Biografia

### Trajetória
Na década de 1960, Roger Lafontant iniciou como militante duvalierista sob o regime ditatorial de François Duvalier. Como estudante de medicina cursando ginecologia, fundou o ramo estudantil dos Tontons Macoutes, que daria apoio inabalável ao regime Duvalier de François e de seu filho Jean-Claude.
Em novembro de 1972, tornou-se Ministro do Interior e da Defesa Nacional sob Jean-Claude Duvalier e foi demitido devido as suas ambições pessoais. Lafontant foi então enviado como cônsul em Montreal e Nova York. Regressou em agosto de 1983 e foi nomeado para o cargo de ministro do Interior novamente de 1982 a 1985.
Após a deposição de Duvalier em 1986, Lafontant partiu para o exílio na República Dominicana. Retornou ao Haiti em 7 de julho de 1990 para concorrer às eleições presidenciais daquele ano como líder da União de Reconciliação Nacional, porém, sua candidatura foi anulada pelo Conselho Eleitoral Provisório. Em 18 de julho de 1990, foi emitido um mandado de prisão contra ele por crimes cometidos durante o regime dos Duvaliers.

### Tentativa de golpe
Durante a condução das eleições democráticas de 1990-1991, Roger Lafontant tentou um golpe de Estado na noite de 6 para 7 de janeiro de 1991 quando forçou a presidenta interina Ertha Pascal-Trouillot a renunciar e se proclamou presidente do Haiti. Embora Lafontant declarasse ter o apoio do exército, o general Hérard Abraham e o alto comando militar condenaram imediatamente o golpe. Num comunicado de imprensa à população, o general Abraham falou sobre o motim de um grupo “a soldo de Roger Lafontant” que sequestrou a Presidenta  Ertha Pascal-Trouillot “depois de a ter obrigado a demitir-se." O general afirmou que “as forças armadas do Haiti, fiéis à sua missão constitucional”, condenaram este “ato de terrorismo” e tomaram “todas as medidas para garantir que a situação volte ao normal”.
A comunidade internacional e a Organização dos Estados Americanos condenaram a tentativa de derrubar o governo provisório do Haiti. No dia do golpe, o Conselho Permanente da OEA realizou uma reunião de emergência para discutir a situação no Haiti e decidiu apoiar o governo interino. Cerca de 75 pessoas foram mortas e mais de 150 ficaram feridas na violência que eclodiu em Porto Príncipe. Roger Lafontant foi preso com uma dezena de cúmplices, soldados e milicianos membros dos Tontons Macoutes.

### Prisão e morte
Após 14 horas de sua deflagração, o golpe fracassou. Lafontant foi preso e condenado em 31 de julho de 1991 à prisão perpétua por sua intentona golpista contra o governo do Haiti.
Na noite de 29 para 30 de setembro de 1991, durante o golpe militar que depôs o presidente Jean-Bertrand Aristide, Lafontant é assassinado em sua cela em circunstâncias pouco claras.